# La tragedia de P
La tragedia de P (rōmaji: P no higeki 高橋留美子傑作集 Ｐの悲劇) es un libro de manga que recopila seis historias cortas de Rumiko Takahashi (高橋 留美子), publicado en España por Planeta DeAgostini en mayo de 1997. El punto común de las historias es que sus protagonistas tienen ideas equivocadas, y son las siguientes:
- La tragedia de P (rōmaji: P no higeki) 1991.
- Una empresa romántica (rōmaji: Roman no shōnin (akindo)) 1987.
- La basura (rōmaji: Poi no ie) 1992.
- En las macetas (rōmaji: Hachi no naka) 1988.
- Cien años de amor (rōmaji: Hyakunen no koi) 1993.
- Felicidad tamaño familiar (rōmaji: L saizu no kōfuku (shiawase)) 1990.

- Datos: Q3213230